# 道特鎮區 (密蘇里州歐扎克縣)
道特鎮區（英語：Dawt Township）是位於美國密蘇里州歐扎克縣的一個行政鎮區。

## 地方資料
道特鎮區的面積為67.44平方千米，當中陸地面積為66.69平方千米，而水域面積為0.75平方千米。根據2020年美國人口普查的數據，當地共有人口500人，而人口密度為每平方千米7.41人。